# 2007 ve fotografii
Tento článek obsahuje významné fotografické události v roce 2007.

## Události
- Měsíc fotografie Bratislava 2007
- Mezinárodní festival fotografie v Lodži, květen
- documenta, Kassel
- kongres Fédération photographique de France, červen
- Rencontres d'Arles červenec–září
- Festival international de la photo animalière et de nature, Montier-en-Der, každý třetí čtvrtek v listopadu
- Salon de la photo, Paříž, listopad
- Mois de la Photo, Paříž, listopad
- Paris Photo, listopad
- Nordic Light, Kristiansund
- Month of Photography Asia, Singapur

## Ocenění
- Czech Press Photo – Dan Materna, MF DNES, Exekuce dítěte, 16. ledna 2007
- World Press Photo – Tim Hetherington
- Prix Niépce – Bertrand Meunier
- Prix Nadar – Gilles Mora, La Photographie américaine, 1958–1981
- Prix Arcimboldo – Alain Delorme
- Cena Henriho Cartier-Bressona – Jim Goldberg
- Prix de photographie de l'Académie des beaux-arts – Malik Nejmi[1], projekt L'Ombre de l’enfance
- Prix HSBC pour la photographie – Julia Fullerton-Batten a Matthew Pillsbury
- Prix Bayeux-Calvados des correspondants de guerre – Mahmud Hams (Agence France-Presse)
- Prix Canon de la femme photojournaliste – Axelle de Russé
- Prix Picto – Jaïr Sfez
- Prix Tremplin Photo de l'EMI – Pierre Morel
- Prix Voies Off – Mohamed Bourouissa, francouzský fotograf
- Prix Roger-Pic – Cédric Martigny za jeho sérii Le Foyer
- Cena Oskara Barnacka – Julio Bittencourt
- Cena Ericha Salomona – Letizia Battaglia
- Cena za kulturu Německé fotografické společnosti – Sarah Moon a Robert Delpire
- Cena Hansely Miethové – Hienz Heiss (fotografie), Christine Keck (text)
- Davies Medal – Mark D. Fairchild
- Prix national de portrait photographique Fernand Dumeunier – Sophie Langohr
- Prix Ansel Adams – Wilbur Mills
- Prix W. Eugene Smith – Stephen Dupont
- Zlatá medaile Roberta Capy – John Moore, Getty Images, za sérii L'assassinat de Benazir Bhutto.
- Cena Inge Morath – Olivia Arthur
- Infinity Awards
  - Prix pour l'œuvre d'une vie – Lee Friedlander
  - Prix Cornell Capa – Milton Rogovin
  - Prix de la publication Infinity Award – Tendance floue Sommes-nous?
  - Infinity Award du photojournalisme – Christopher Morris
  - Infinity Award for Art – Tracey Moffatt
  - Prix de la photographie appliquée – Gap
- Pulitzerova cena
- Cena Higašikawy
  - Japonský fotograf – Kunie Sugiura
  - Zámořský fotograf – Manit Sriwanichpoom
  - Nový fotograf – Masako Imaoka
  - Speciální cena – Hirojuki Jamada
- Cena za fotografii Ihei Kimury – Acuši Okada a Lieko Šiga
- Cena Kena Domona – Ikuo Nakamura
- Cena Nobua Iny – Keizó Kitadžima
- Cena Džuna Mikiho – Jasuto Inamija (稲宮 康人) za Shape of the Nation: Highway Landscapes of Japan
- Cena inspirace Džuna Mikiho – Mijuki Motoki (元木 みゆき) za A Knot of Breath a Eun Kyung, Šin za Wedding Hall
- Prix Paul-Émile-Borduas – Rober Racine
- Fotografická cena vévody a vévodkyně z Yorku – Scott Walden
- Národní fotografická cena Španělska – Manuel Vilariño[2]

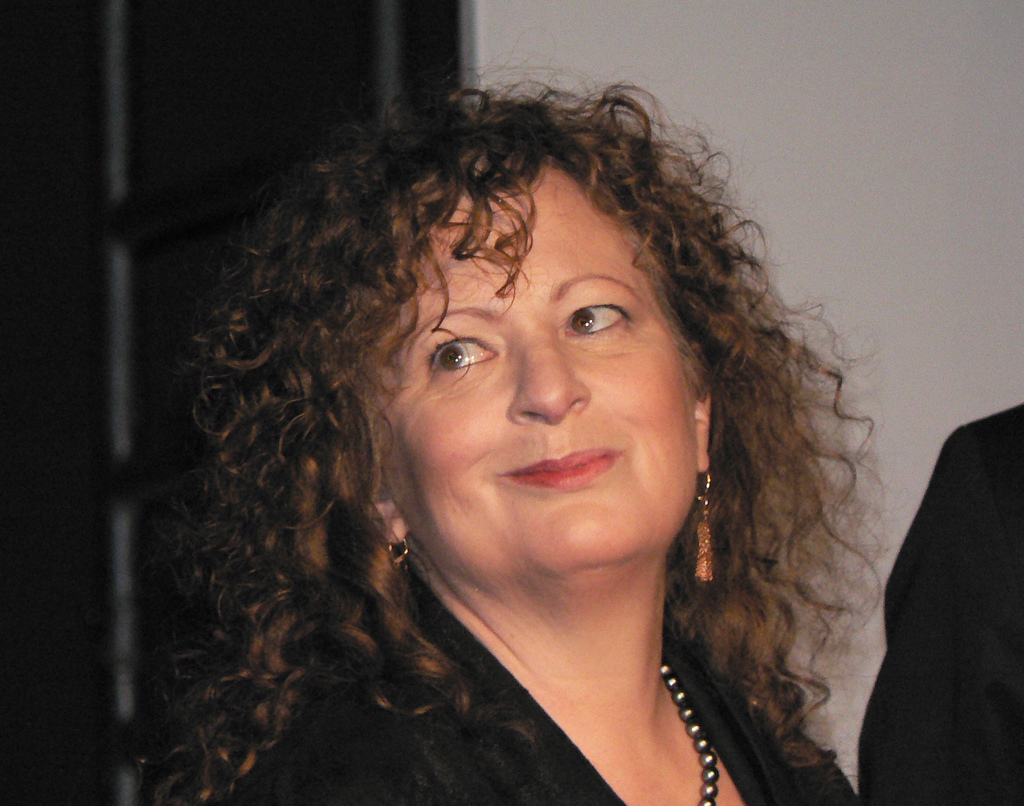
Nan Goldinová získala ocenění nadace Hasselblad

- Prix international de la Fondation Hasselblad – Nan Goldin
- Švédská cena za fotografickou publikaci – Sune Jonsson
- Cena Lennarta Nilssona – Felice Frankel (Université Harvard a Massachusettský technologický institut)
- Cena Roswithy Haftmann – Richard Artschwager

## Úmrtí v roce 2007
- 23. ledna – Ryszard Kapuściński, 74, polský fotograf.
- 12. února – Joseph McKeown, 82, britský fotožurnalista.[3]
- 31. března – Tom Martinsen, norský fotograf (4. srpna 1943)
- 17. května – Francine Gagnon, 48, kanadský fotograf.
- 29. května – Wallace Seawell, 90, americký fotograf a filmař, stáří.[4]
- 1. června – Charles Kinkead, 93, jamajský fotožurnalista, mrtvice.[5]
- 22. června – Bernd Becher, 75, německý fotograf, srdeční komplikace.[6]
- 26. června – Lucien Hervé, 96, francouzská fotografka maďarského původu.[7]
- 1. července – František Řezníček, 53, český fotograf, pád z výšky.
- 1. července – Jan Versnel, holandský fotograf architektury (* 24. února 1924)
- 6. července – Marc Lacroix, 80, francouzský fotograf.
- 7. července – John Szarkowski, 81, americký fotograf a kurátor.[8]
- 5. srpna – Janine Niépce, 86, francouzská fotografka.[9]
- 7. srpna – Wolfgang Sievers, 93, australský fotograf.[10]
- 9. srpna – Joe O'Donnell, 85, americký fotožurnalista, dokumentoval důsledky atomového bombardování Hirošimy a Nagasaki, mrtvice.[11]
- 11. září – Yvette Troispoux, 93, francouzská fotografka.
- 30. září – Al Chang, 85, americký válečný fotograf, dvakrát nominovaný na Pulitzerovu cenu, leukémie.[12]
- 5. října – Alexandra Boulat, 45, francouzská fotožurnalistka, aneurysma.[13]
- 15. října – Ernest Withers, 85, americký fotograf, mrtvice.[14]
- 26. října – John L. Gaunt, 83, americký fotograf, držitel Pulitzerovy ceny, srdeční komplikace.[15]
- 6. listopadu – Fred W. McDarrah, 81, americký fotograf (Village Voice), dokumentoval vzestup Beat generation.[16]
- 13. listopadu – František Janalík český fotograf, novinář, publicista, grafik, spisovatel a amatérský ornitolog, dlouholetý šéfredaktor časopisu Krkonoše (* 3. září 1938)
- 24. listopadu – Jack Welpott, americký fotograf (* 27. dubna 1923)
- 5. prosince – Arnold Hardy, 85, americký fotograf, držitel Pulitzerovy ceny, komplikace při operaci kyčle.[17]
- 5. prosince – Arnold Hardy, 85, první amatérský fotograf, který vyhrál Pulitzerovu cenu za fotografii (* 2. února 1922)
- 16. prosince – Sune Sundahl, švédský fotograf se zaměřením na architekturu a řemesla (* 14. ledna 1921)
- ? – Jean Suquet, 79, francouzský spisovatel, básník a fotograf (* ?)
- ? – Joel Brodsky, 67, americký fotograf (* ?)
- ? – Jean Chamoux, 82, francouzský fotograf (* ?)
- ? – Ľudovít Hlaváč, 85, slovenský teoretik výtvarného umění, spisovatel a publicista, především v oblasti fotografie (* 1. dubna 1921 – 18. února 2007)
- ? – Pia Arke, dánská výtvarnice a performerka, spisovatelka a fotografka (* 1. září 1958 – květen 2007)

## Výročí

### Narození v roce 1907
Sté výročí narození
- 1. ledna – Danilo Figol, ukrajinský muzeolog, fotograf a etnograf († 7. října 1967)
- 1. ledna – Léon Bouzerand, francouzský fotograf († 18. listopadu 1972)
- 14. února – Robert Manson (fotograf), francouzský režisér a fotograf († 24. srpna 2001)
- 17. února – Janusz Maria Brzeski, polský umělec, fotograf, grafik, ilustrátor ( 1. října 1957)
- 10. března – Toni Frissellová, americká fotografka († 17. dubna 1988)
- 21. dubna – Jošio Watanabe, japonský fotograf († 21. července 2000)
- 24. dubna – Gabriel Figueroa, mexický filmař a fotograf († 27. dubna 1997)
- 25. dubna – Herbert Matter, americký fotograf a grafik švýcarského původu († 8. května 1984)
- 9. května – Tibor Honty, slovenský fotograf († 1. prosince 1968)
- 15. května – Sofija Jablonská, francouzská spisovatelka, novinářka, cestovatelka a fotografka ukrajinského původu († 4. února 1971)
- 18. května – Tošo Dabac, chorvatský fotograf († 9. května 1970)
- 20. května – Carl Mydans, americký fotograf, člen Farm Security Administration a časopisu Life († 16. srpna 2004)
- 17. června – Maurice Cloche, francouzský režisér, scenárista, filmový producent a fotograf († 20. března 1990)
- 20. července – Lilo Xhimitiku, albánský fotograf († 7. března 1977)
- 3. srpna – Lola Álvarez Bravo, mexická fotografka († 31. července 1993)
- 14. října – Bohumil Vančo, slovenský psycholog, umělec, vynálezce a fotograf († 25. října 1990)
- 7. listopadu – Mark Borisovič Markov-Grinberg, sovětský fotograf, výtvarný fotograf a fotoreportér zpravodajské agentury TASS († 1. listopadu 2006)
- 13. listopadu – Ole Friele Backer, norský válečný fotograf († 13. prosince 1947)
- 22. listopadu – Dora Maar, francouzská fotografka, malířka a básnířka, byla partnerkou Pabla Picassa († 16. července 1997)
- ? – Jaroslav Savka, ukrajinský fotograf, propagátor ukrajinské fotografie († 1972)
- ? – Kóró Hondžó, japonský výtvarný fotograf († 1995)
- ? – Oleg Knorring, ruský fotograf († 1968)
- ? – Vladimir Petrovič Grebněv, sovětský fotoreportér († 1976)
- ? – Władysław Sławny, polský fotograf († 1991)
- ? – Lucy Ashjianová, americká fotografka nejznámější jako členka newyorské skupiny Photo League (1907– 1993)

### Úmrtí v roce 1907
Sté výročí úmrtí
- 10. ledna – Richard Maynard, kanadský fotograf (* 22. února 1832)
- 3. března – Auguste Maure, francouzský fotograf (* 4. prosince 1840)
- 2. května – Louise Abel, norská fotografka narozená v Německu (* 5. listopadu 1841)
- 30. května – Ottomar Anschütz, německý vynálezce, fotograf a chronofotograf (* 16. května 1846)
- 16. června – Louise Thomsenová, průkopnická dánská fotografka (* 26. února 1823)
- 9. července – Ludovico Tuminello, italský fotograf (* 17. června 1824)
- 17. července – Marie Magdalene Bullová, norská herečka a fotografka s ateliérem v Bergenu (* 25. října 1827)
- ? – Joseph David Beglar, arménsko-indický inženýr, archeolog a fotograf aktivní v Britské Indii (* 1845)
- ? – Henry James Johnstone, britsko-australský fotograf a malíř (* 1835)